# 北海道立総合研究機構森林研究本部林産試験場
地方独立行政法人北海道立総合研究機構森林研究本部林産試験場（ちほうどくりつぎょうせいほうじんほっかいどうりつそうごうけんきゅうきこうしんりんけんきゅうほんぶりんさんしけんじょう）は、林産工業に関する試験研究等を行うために設置された、地方独立行政法人北海道立総合研究機構の試験研究機関である。

## 概要
- 所在地：北海道旭川市西神楽1線10号（最寄駅：JR北海道西瑞穂駅)
- 場長：八坂通泰

地方独立行政法人北海道立総合研究機構森林研究本部林産試験場（略称：「林産試験場」、「林産試」）は、地方独立行政法人北海道立総合研究機構が設置する試験研究機関であり、林産業に関する幅広い分野の試験研究を行っている。林産業を単独に扱う公設試験研究機関は国内唯一（大学付属の機関としては秋田県立大学木材高度加工研究所がある）で、世界的にも珍しい存在である。
なお、2020年4月、同敷地内に併設する形で北海道立北の森づくり専門学院が開校予定。当初は林産試験場施設を一部改修し校舎として使用するが、専用施設の工事・整備等が完了し次第順次供用開始となる。

## 沿革
- 1950年　北海道立林業指導所として北海道旭川市緑町に設置
- 1964年　北海道立林産試験場に改称
- 1986年　現在地に移転を完了
- 1989年　木と暮らしの情報館が開館
- 2010年　地方独立行政法人北海道立総合研究機構の設立により北海道から移管され、名称を「地方独立行政法人北海道立総合研究機構森林研究本部林産試験場」と改める。

## 組織
- 総務部-総務課
- 企業支援部-研究調整グループ、普及連携グループ
- 性能部-構造・環境グループ、保存グループ
- 利用部-資源・システムグループ、微生物グループ、バイオマスグループ
- 技術部-生産技術グループ、製品開発グループ

## 木と暮らしの情報館
木と暮らしの情報館は、1989年に同地に開館した、木材製品・林産技術の展示・普及を目的とした施設である。北海道内の企業が開発した優れた木製品を展示するほか、試験場の研究成果などを展示し、一般に公開している。この施設の設計・施工技術そのものも、林産試験場の研究成果である。